# Campos Lindos
Campos Lindos är en kommun i Brasilien.   Den ligger i delstaten Tocantins, i den centrala delen av landet, 800 km norr om huvudstaden Brasília. Antalet invånare är 8 139.
Trakten runt Campos Lindos består till största delen av jordbruksmark. Runt Campos Lindos är det mycket glesbefolkat, med 2 invånare per kvadratkilometer.